# Winnfield
Winnfield – miasto w Stanach Zjednoczonych, w stanie Luizjana, siedziba administracyjna parafii Winn.